# Kyrkdal
Kyrkdal – miejscowość (småort) w Szwecji w gminie Kramfors w regionie Västernorrland. Około 60 mieszkańców.